# Cime Chamineye
La cime Chamineye (ou mont Chaminèyes) est un sommet situé sur la ligne de partage des eaux, entre les vallées de la Gordolasque et de la Roya, dans le département des Alpes-Maritimes, en France.

## Toponymie
Le nom du sommet dérive de l'occitan chaminèia, qui désigne une cheminée, en référence aux couloirs de ce sommet,.

## Géographie
La cime Chamineye est un sommet bifide, avec une cime nord et un cime sud, cette dernière étant le point culminant. Il fait partie du parc national du Mercantour. D'un point de vue géologique, la cime Chamineye est constituée de migmatites.

## Histoire
La première ascension de la voie normale, par l'arête sud, a été effectuée par Victor de Cessole, L. Barel et C. Gaziglia, le 25 juin 1897. La première ascension hivernale de ce sommet, toujours en suivant l'arête sud, a été effectuée par Victor de Cessole, M. Fassi et J. Plent, le 28 février 1908.

## Accès
L'itinéraire de la voie normale démarre du refuge de Nice. Il rejoint ensuite la baisse Montolivo, puis remonte le couloir sud par des pentes herbeuses, avant de rejoindre la brèche au sud du sommet, laquelle permet l'accès au sommet sud.

### Cartographie
- Carte 3741OT au 1/25 000 de l'IGN : « Vallée de la Vésubie - Parc national du Mercantour »